# Frédéric Thomas

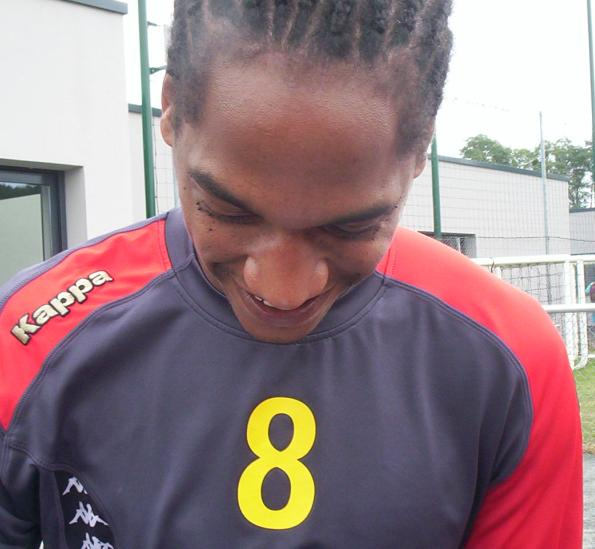
Frédéric Thomas

Frédéric Thomas (Sarcelles, 10 augustus 1980) is een Franse voetballer (middenvelder) die sinds 2008 voor de Franse eersteklasser Le Mans uitkomt. Hij is er ook kapitein.

## Carrière
- 1986-1999: UF Fosses (jeugd)
- 1999-2006: Le Mans
- 2006-2008: AJ Auxerre
- 2008-  heden : Le Mans